# 富田林市立寺池台小学校
富田林市立寺池台小学校（とんだばやししりつ てらいけだいしょうがっこう）は、大阪府富田林市寺池台四丁目にある公立小学校。

## 沿革
- 1970年（昭和45年）1月1日 - 富田林市立高辺台小学校から分離して開校。

## 通学区域
- 寺池台一丁目のうち次の区域(1から3番及び9番)、寺池台二丁目から四丁目(三丁目24から28番を除く。)、廿山二丁目のうち次の区域(11番37号)、金剛伏山台、金剛錦織台[1]

※卒業後は基本的に富田林市立金剛中学校に進学する。